# Walk With Me (The Walking Dead)
«Camina conmigo» —título original en inglés: «Walk with Me»— es el tercer episodio de la tercera temporada de la serie de televisión The Walking Dead. Fue dirigido por Guy Ferland y el guion estuvo a cargo de Evan Reilly. La cadena AMC lo emitió en los Estados Unidos el 28 de octubre de 2012; Fox hizo lo propio en España e Hispanoamérica los días 29 y 30 del mismo mes, respectivamente.[cita requerida]
La trama del episodio se centra en la presentación de un pueblo llamado Woodbury y de su líder, a quien llaman Gobernador. Parte del reparto principal y recurrente de la serie —Andrew Lincoln, Sarah Wayne Callies, Steven Yeun, Chandler Riggs, Norman Reedus, Lauren Cohan, Melissa McBride y Scott Wilson— no aparece en el episodio, aunque sí está acreditado. Supone, por otro lado, la incorporación de David Morrissey y la primera aparición de Michael Rooker como actor principal tras su participación como artista invitado en las dos temporadas previas.

## Trama
Michonne (Danai Gurira) y una enferma Andrea (Laurie Holden) son testigos del choque de un helicóptero militar en un bosque cercano. Encuentran a todos menos uno de la tripulación muertos, y al superviviente, Welles, gravemente herido. Al escuchar el acercamiento de los vehículos, Michonne, sus caminantes esclavizados, y Andrea se esconden cerca. Observan a un grupo de hombres rescatar a Welles y ejecutar a los otros tripulantes mientras se reaniman, usando la filosofía de Rick de conservar municiones. Los caminantes de Michonne hacen ruidos que alertan a los hombres de su presencia, y aunque Michonne decapita a los caminantes para detenerlos, Michonne y Andrea son capturados. Andrea se sorprende de que uno de los hombres sea Merle (Michael Rooker), el hermano mayor de Daryl que el grupo de Rick había dejado maniatado en la parte superior de un rascacielos de Atlanta. Merle pudo escapar al cortar su propia mano, que ha reemplazado con una prótesis de bayoneta improvisada. Andrea se desmaya del shock.
Merle y sus secuaces las llevan a Woodbury, una ciudad fortificada y un santuario bien abastecido para unos setenta sobrevivientes. Después de guardar sus armas, Merle las interroga, explicando cómo encontró su camino desde Atlanta hasta Woodbury, y ahora se ha convertido en el hombre de confianza de El Gobernador (David Morrissey), el hombre que dirige Woodbury. Andrea relata su propio escape de la granja de Greene y la separación del grupo de Rick, dando notar el resentimiento que Merle aun les tiene, luego se encuentran con El Gobernador, quien les ofrece quedarse. Michonne se siente incómoda y le pide que le devuelva las armas para poder irse, pero Andrea quiere saber más sobre la ciudad. Durante el desayuno el Gobernador les presenta a Milton (Dallas Roberts), su asesor principal, e intenta aprender más sobre el grupo de Rick utilizando su carisma. Michonne se mantiene distante y advierte a Andrea de su desconfianza hacia El Gobernador, pero Andrea cree que en Woodbury se mantendrá a salvo.
Mientras tanto, el Gobernador ha interrogado a Welles, sabiendo que era de un campo de refugiados de la Guardia Nacional ubicado a poca distancia de Woodbury. El campamento había sido recientemente invadido y Welles y algunos otros miembros de la Guardia Nacional fueron los únicos supervivientes. El Gobernador le promete a Welles que enviará hombres para localizar a cualquier sobreviviente. Después del desayuno con Andrea y Michonne, el Gobernador une a sus hombres mientras ubican el campamento, emboscan y matan a los sobrevivientes y roban todos los suministros útiles. Al regresar a Woodbury, el Gobernador le dice a la ciudad que el campamento ya se había caído por los mordedores, y destaca la importancia de un campamento fortificado como Woodbury. Más tarde, se muestra al Gobernador yendo a sus habitaciones privadas y sentado en una silla, observando una serie de acuarios que contienen cabezas de caminantes, incluidos los de los caminantes esclavos de Michonne y de Welles.

## Producción
- David Morrissey aparece por primera vez en la serie como El Gobernador, además aparece en los créditos de apertura como personaje principal de la serie. El actor comentó a "Hitfix" que su vida ha cambiado luego de obtener su personaje como Phillip Blake (El Gobernador) en The Walking Dead, además expresó que no seguía la novela gráfica. También expresa que ha seguido la serie televisiva desde su episodio piloto, cuando vio a sus dos compañeros Andrew Lincoln (Rick) y a Lennie James (Morgan) actuar en ese episodio. Por otra parte Morrissey consiguió el papel en la serie, luego leyó la novela The Rise of The Governor, que sirvió como inspiración para su personaje del Gobernador.[7] Michael Rooker (Merle Dixon) aparece por primera vez en la serie como personaje principal, ya que en la primera temporada fue un personaje recurrente y en la segunda temporada fue solo una actuación especial.

- El episodio se centra exclusivamente en Woodbury, causando que el reparto regular y principal constituido por Andrew Lincoln (Rick), Sarah Wayne Callies (Lori), Steven Yeun (Glenn), Chandler Riggs (Carl), Norman Reedus (Daryl) y Lauren Cohan (Maggie) no aparecieran. Se acreditan, pero no aparecen en este episodio, al igual que Melissa McBride (Carol) y Scott Wilson (Hershel) se acreditan como estrella invitadas, pero no aparecen. IronE Singleton (T-Dog) y Emily Kinney (Beth) también están ausentes.

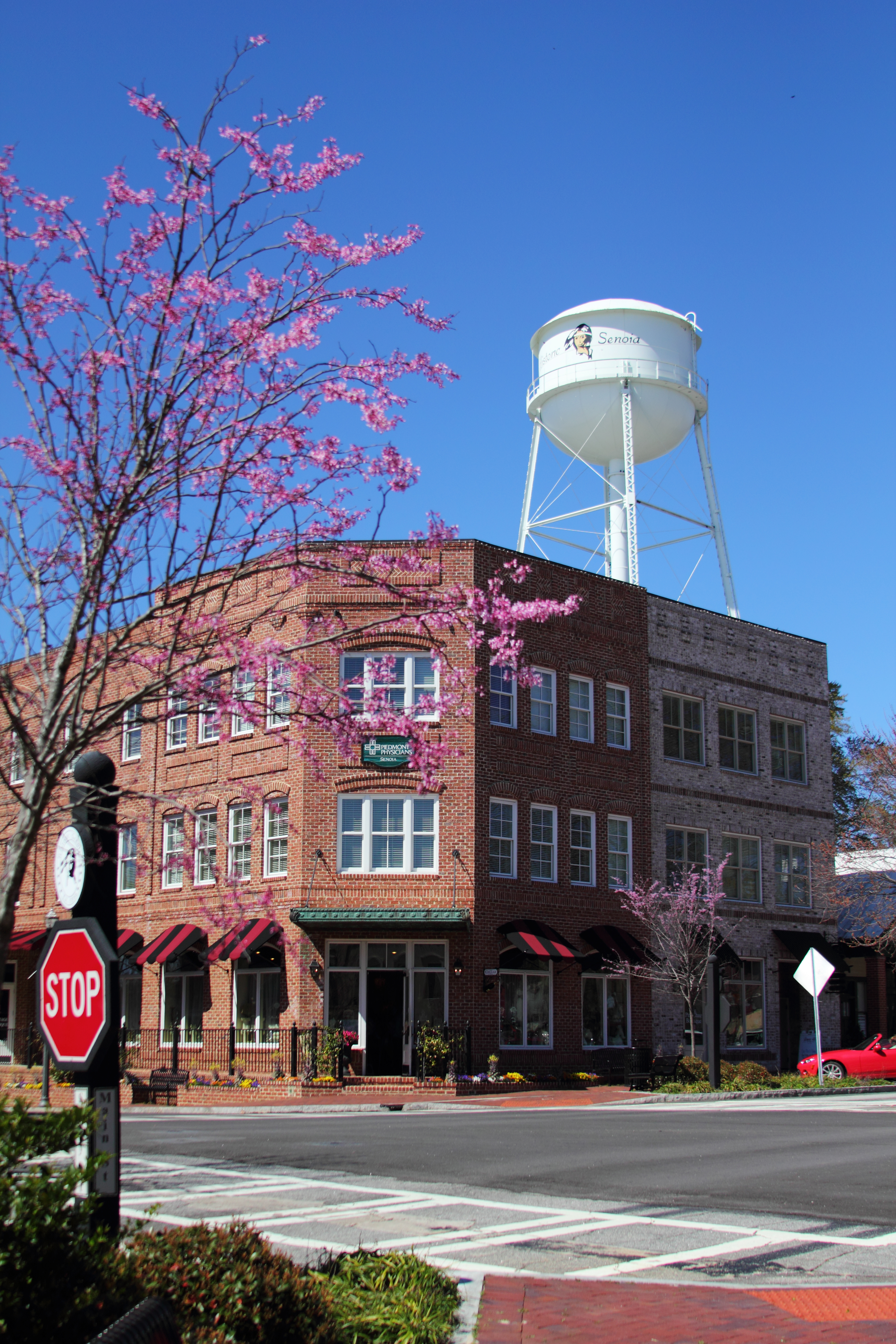
Senoia (Georgia), localidad en la que se rodó parte de las escenas de Woodbury.

- El pueblo donde habita el Gobernador y su población (Woodbury), en realidad es el pueblo de Senoia,[8] un pueblo casi abandonado de EE.UU,[9] el cual recibió popularidad luego de que AMC lo utilizara para el set de la tercera temporada de la serie. El pueblo fue remodelado con un muro hecho con cauchos, y vallas hechas con láminas de zinc. Debido a que varios locales estaban cerrados y el césped no estaba cortado, no le resultó difícil al equipo de producción convertir al pueblo de Senoia en Woodbury.[10]

- En las peceras que observa el Gobernador se puede apreciar una cabeza en particular, es la de Ben Gardner, un personaje ficticio de la película Tiburón, que fue interpretado por Craig Kingsbury. Además, Tiburón fue una de las películas que inspiraron a Greg Nicotero y lo encaminaron a trabajar como productor de efectos especiales.[11]

## Recepción

### Audiencia
La cadena AMC emitió por primera vez «Camina conmigo» en los Estados Unidos el 28 de octubre de 2012 y fue visto por una media de 10 509 000 espectadores, cifra que lo convirtió en el programa por cable más visto de ese día. Además, obtuvo una cuota de pantalla de 5,4 dentro de la valorada franja demográfica que comprende a personas entre los 18 y 49 años.

### Crítica
Zack Handlen, de The A.V. Club, puntuó «Camina conmigo» con una A-. Por otra parte, Eric Goldman, de IGN, le dio al episodio una calificación de 8,6 sobre diez y comentó que le gustó mucho la actuación de David Morrissey, ya que presenta carisma y, al mismo tiempo, una oscuridad bajo una cara sonriente.
Julio Vélez, de la revista Premiere, le otorgó tres estrellas sobre cinco posibles y comentó que la atmósfera del episodio era la adecuada para la presentación del Gobernador y de Woodbury a pesar de que se redujo el nivel de acción con respecto a los dos anteriores; no obstante, criticó el debilitamiento del reaparecido Merle Dixon y la inverisimilitud que supuso que un grupo de hombres corrientes pudiera sorprender a unos soldados entrenados y en posición de ataque.